# Hot start (aéronautique)

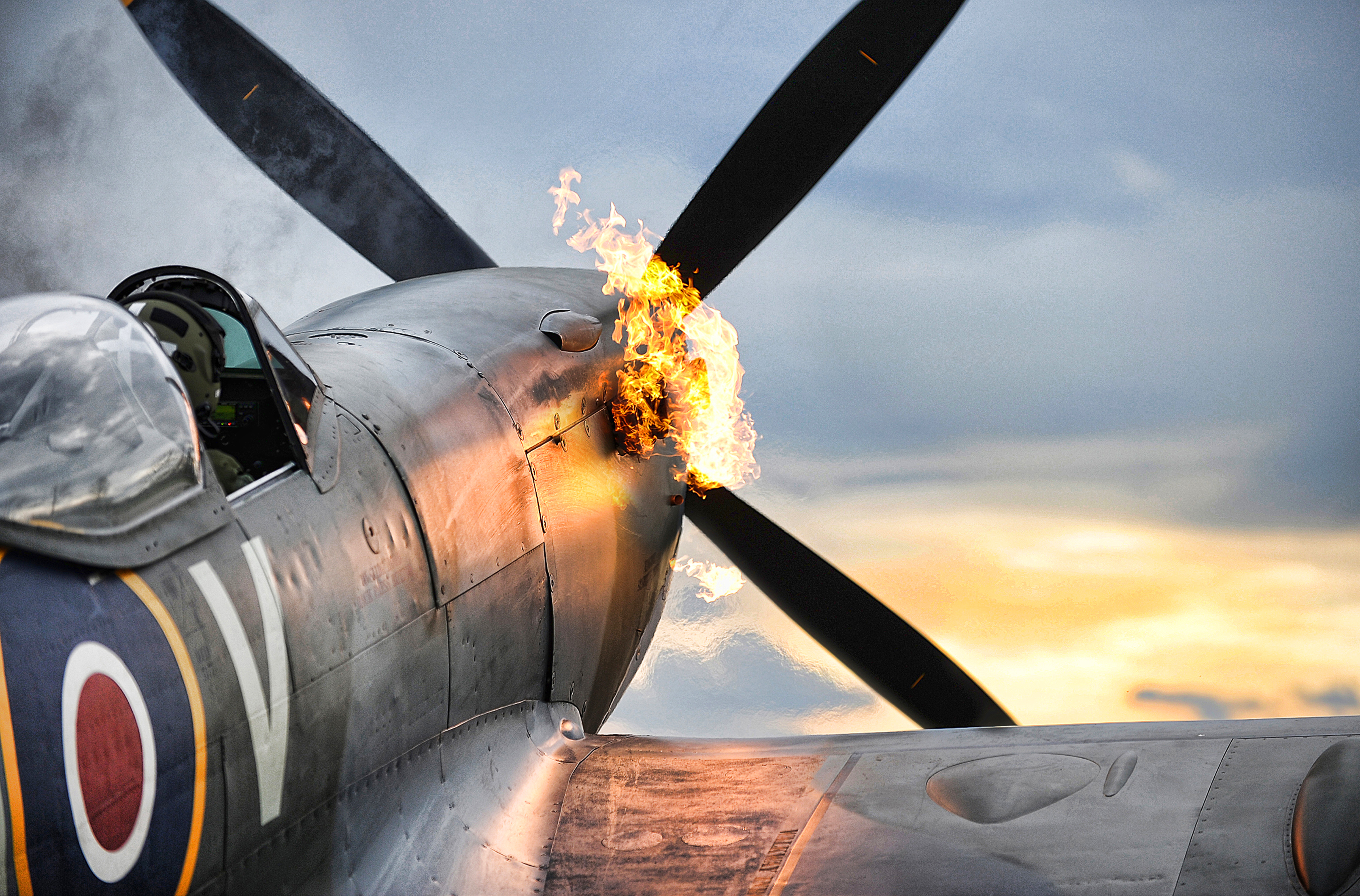
Un Supermarine Spitfire du ' de la Royal Air Force fait un hot start, 2013.

Dans l'aéronautique, hot start désigne le résultat d'un mauvais démarrage d'un moteur à réaction ou d'un turbomoteur.
Dans un moteur à réaction, quel que soit son type (statoréacteur, turboréacteur, turbopropulseur), une grosse partie de l'air absorbé passe autour de la chambre de combustion ou de la flamme, sans faire directement partie du processus de combustion. Cet air sert en fait à refroidir la chambre de combustion, afin de la garder dans son domaine de fonctionnement. Sans cet air supplémentaire, la chambre de combustion deviendrait trop chaude, voire pourrait fondre.
Le démarrage d'un turboréacteur ou d'un turbopropulseur nécessite que le rotor soit déjà en rotation avant que le carburant ne soit injecté dans la chambre de combustion, pour que suffisamment d'air soit comprimé et présent dans le moteur. Quand la pression de l'air est suffisante dans la chambre de combustion, le carburant est injecté, et alors le moteur fonctionne sur sa propre énergie par auto-allumage.
Le point critique est le moment de l'injection de carburant. Si le carburant est mis à feu avant qu'il n'y ait suffisamment d'air passant à travers la chambre de combustion, la température dans la chambre augmente de manière incontrôlée, et peut excéder les tolérances des composants du moteur, provoquant au mieux un arrêt de celui-ci, et au pire sa destruction, voire son explosion. C'est ce phénomène qui est qualifié de "hot start".
Dans la plupart des engins à réaction moderne équipés de FADEC, le système de contrôle empêche l'injection et l'allumage du moteur si les conditions ne sont pas nominales. Lorsque l'engin n'est pas équipé de FADEC, c'est l'équipage qui doit manuellement vérifier le fonctionnement du moteur, et surtout interrompre l'alimentation si la température de la chambre ou des gaz d'échappement dépasse la valeur autorisée.